# Altes Rathaus (Wohnbach)

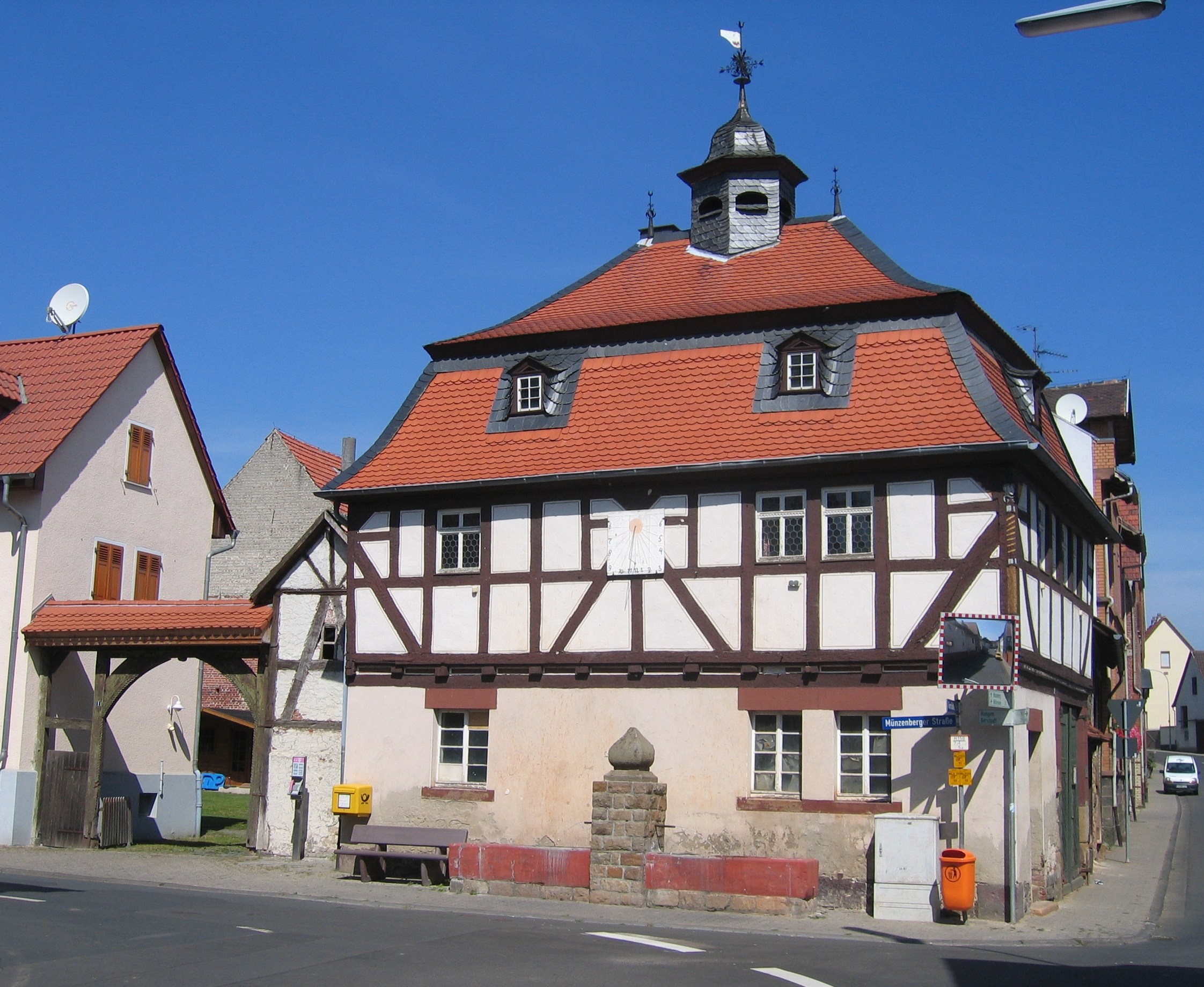
Altes Rathaus Wölfersheim-Wohnbach

Das alte Rathaus in Wohnbach, Gemeinde Wölfersheim im Wetteraukreis, liegt an der einzigen Straßenkreuzung des historischen Dorfkerns. Es ist ursprünglich ein reines Fachwerkhaus mit Dachreiter.
Das Gebäude wurde im Jahr 1665 errichtet, was durch die Inschrift „Anno 1665, den 23. im Juni, ist dieser Bau erhoben und sted in Gottes Hand, Gott bewahre ihn vor Wahser, Wind und Brand mit all seinem Umstand. Wer recht duhet, werd von uns gelobet.“ bekräftigt wird.
Aufgrund der Jahreszahl 1705 in der Wetterfahne wurde dies oft fälschlich als Entstehungsjahr angesehen.
1909 wurde das Erdgeschoss in ein Feuerwehrhaus umgewandelt. Um große Tore einbauen zu können, nahm man die eingebauten Streben heraus und zerstörte damit die Baustatik.
Durch den Einbruch großer Tore im Erdgeschoss zerstörte man die Statik des Fachwerkbaues. Danach verschob sich der Bau völlig.
Im gleichen Jahr wurde das Gebäude nach Anweisung des Denkmalpflegers Heinrich Walbe gründlich restauriert, das Obergeschoss mit Dach und Dachreiter mit Winden gehoben und wieder ins rechte Lot gebracht. Auch die Brustriegel unter den Fenstern im Obergeschoss wurden wieder eingebaut. Die vierteilige Fensterreihe an der Ostseite im Obergeschoss lässt die Lage des Saales erkennen.
Die historische Außentreppe blieb ebenfalls erhalten, während das Fachwerk im Erdgeschoss aufgegeben werden musste.
Das alte Rathaus wurde lange nicht genutzt. Im Rahmen der Dorferneuerung Wohnbach erfolgt eine Umnutzung.